# Spalacotheriidae
De Spalacotheriidae zijn een familie van uitgestorven zoogdieren die behoren tot de parafyletische groep Symmetrodonta. Ze leefden van het Vroeg-Krijt tot het Campanien in Noord-Amerika, Europa, Azië en Noord-Afrika.
De familie werd in 1887 benoemd door Othniel Charles Marsh.

## Gebit
Spalacotheriiden worden gekenmerkt door het hebben van kiezen met drie molare knobbels die onder scherpe hoeken ten opzichte van elkaar staan. Ze staan dus bijna op één rij en het bekken van het talonide is bijna verdwenen. De vorm van hun tanden en hun lange onderkaak wijzen op een carnivore/insectivore voeding. De kiezen of molariformen zijn groot in getal en smal van buiten bezien. Hun kronen zijn hoog. De kammen op de kiezen zijn lang met duidelijke slijtvlakken.
Een subgroep van Spalacotheriidae, de spalacolestinen, mist een Meckeliaanse groef in de kaak, wat aangeeft dat ze een moderne ooranatomie hadden.

## Geslachten
- Akidolestes
- Infernolestes
- Spalacotherium
- Symmetrolestes
- Spalacolestinae
  - Aliaga
  - Heishanlestes
  - Lactodens
  - Shalbaatar
  - Spalacolestes
  - Spalacotheridium
  - Spalacotheroides
  - Symmetrodontoides
  - Yaverlestes